# Arsigera, Raichur
Arsigera là một làng thuộc tehsil Raichur, huyện Raichur, bang Karnataka, Ấn Độ.